# Die Guerra-Fehde
Die Guerra-Fehde (Originaltitel: Las hermanas Guerra) ist eine mexikanische Dramaserie, die von José Ignacio Valenzuela geschaffen wurde. Die Serie wurde am 13. November 2024 weltweit auf Netflix veröffentlicht.

## Handlung
„Die Guerra-Fehde“ erzählt die Geschichte der beiden Schwestern Perla und Antonia Guerra, die durch Liebe und Verrat entzweit wurden, und ihren Zwist, der gewaltige Ausmaße annimmt. Nach Jahren der Täuschung erfährt Perla, dass ihre totgeglaubte Tochter noch lebt und dass ihre Schwester Antonia die Drahtzieherin hinter dem Komplott ist. Ihre Tochter, die auf eine schwere Kindheit zurückblickt, befindet sich inzwischen im Gefängnis. Perla ist wild entschlossen, ihre Tochter zu retten und begibt sich auf einen Rachefeldzug gegen ihre Schwester und ihren Schwager, der schwerwiegende Folgen für das Schicksal aller Beteiligten hat. Es entbrennt ein erbitterter Kampf um Gerechtigkeit und Vergebung, bei dem alles auf dem Spiel steht.

## Besetzung und Synchronisation
Die deutschsprachige Synchronisation entstand nach den Dialogbüchern von Martin Cichy, Sandra Keding und Gabi Voussem sowie unter der Dialogregie von Kim Hasper durch die Synchronfirma EVA Studios Germany in Berlin.
| Rolle                                  | Schauspieler                 | Synchronsprecher        |
| -------------------------------------- | ---------------------------- | ----------------------- |
| Perla Guerra                           | Ana Serradilla               | Rubina Nath             |
| Antonia Guerra                         | Claudia Álvarez              | Dorette Hugo            |
| Jacinta Guerra / Itzel Cubillas        | Ana Valeria Becerril         | Clara Drews             |
| Jacinta Guerra / Itzel Cubillas (jung) | Olivia Aray                  | Clara Matthias          |
| Bernardo Zenteno                       | Christian Tappan             | Sven Gerhardt           |
| Pedro                                  | Bernardo Flores              | Sebastian Fitzner       |
| Efraín Medina                          | Erick Elías                  | Jaron Löwenberg         |
| Consuelo                               | Sabrina Seara                | Magdalena Helmig        |
| Máximo Urrutia                         | Julio Casado                 | Dirk Bublies            |
| Julia Urrutia                          | Alejandra Ambrosi            | Marion Musiol           |
| Sofía Urrutia                          | Regina Pavón                 | Daniela Molina          |
| Ana                                    | Tatiana del Real             | Marieke Oeffinger       |
| Lucas                                  | Sebastián Dante              | Tobias John von Freyend |
| Joaquín                                | Mario Zaragoza               | Rainer Gerlach          |
| Roberto                                | Juan Cristóbal Castillo      | Hans Hohlbein           |
| Dolores                                | Cinthya Hernández            | Andrea Aust             |
| Zorro                                  | Rodolfo Guerrero             | Stefan Gossler          |
| Ramón                                  | Jorge Aranda                 | Valentin Stilu          |
| Teresa                                 | Claudia Santiago             | Cathlen Gawlich         |
| Sanabria                               | Rodolfo Sada Govela          | Michael Iwannek         |
| Gonzalo                                | Adán González                | Peter Sura              |
| Carmen                                 | Reyna Mendizábal             | Juliane Schöttler       |
| Dr. Vidal                              | Daniel Gómez Sánchez-Navarro | Reinhard Scheunemann    |
| La Tuerta                              | Guadalupe Rammath            | Anna Dramski            |
| La Veneno                              | Valentina Garibay            | Greta Galisch de Palma  |
| El Buey                                | Antonio López                | Tim Moeseritz           |

## Episodenliste
| Nr.                                                                             | Deutscher Titel                      | Originaltitel                   |
| ------------------------------------------------------------------------------- | ------------------------------------ | ------------------------------- |
| 1                                                                               | Mutter und Tochter                   | Madre e hija                    |
| 2                                                                               | Gestohlene Leben                     | Vidas robadas                   |
| 3                                                                               | Die Höhle des Löwen                  | La boca del lobo                |
| 4                                                                               | Kollaps                              | Derrumbe                        |
| 5                                                                               | Ich bin nicht mehr wie vorher        | No soy la de antes              |
| 6                                                                               | Verzeih mir, Perla                   | Perdóname, Perla                |
| 7                                                                               | Der erste Tag vom Rest deines Lebens | Primer día del resto de la vida |
| 8                                                                               | Unser Krieg                          | Nuestra guerra                  |
| 9                                                                               | Es wird immer schlimmer              | No aclares que oscureces        |
| 10                                                                              | Sterile Umgebung                     | Vientre estéril                 |
| 11                                                                              | Ein Kopfgeld                         | Precio por una cabeza           |
| 12                                                                              | Die wenige Zeit, die mir bleibt      | El poco tiempo que me queda     |
| 13                                                                              | Du hast niemanden mehr               | Ya no te queda nadie            |
| 14                                                                              | So war es                            | Así fueron las cosas            |
| 15                                                                              | Jede Schuld kann beglichen werden    | No hay deuda que no se pague    |
| 16                                                                              | Sesam, öffne dich                    | Ábrete sésamo                   |
| 17                                                                              | Ich bin die neue Anführerin          | Soy la nueva jefa               |
| 18                                                                              | Der Anfang vom Ende                  | El comienzo del fin             |
| 19                                                                              | Der Bauch des Drachen                | La panza del dragón             |
| 20                                                                              | Endpunkt                             | Punto final                     |
| Am 13. November 2024 wurden alle Episoden der Serie bei Netflix veröffentlicht. |                                      |                                 |